# GRNA

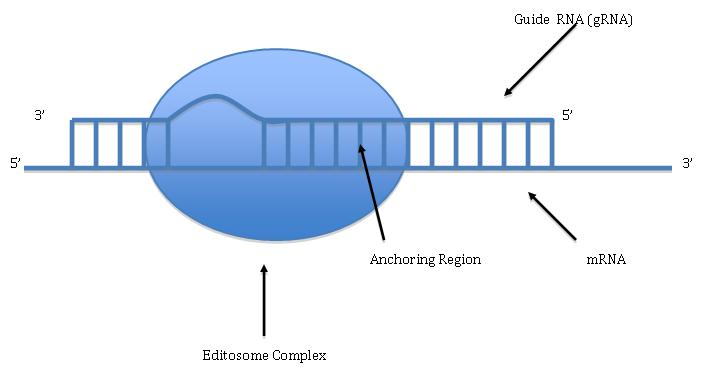
Komplex editosomu upravujícího mRNA podle informace nesené v gRNA. gRNA je přesně komplementární k 3' konci mRNA ("kotvící oblast", anchor region), oblasti mRNA, které přesně neodpovídají sekvenci gRNA jsou podle gRNA upraveny vložením nebo odebráním zbytků uracilu

Guide RNA (gRNA) jsou RNA, které řídí inzerci nebo deleci uridinových zbytků do mitochondriální mRNA prvoků bičivek (Kinetoplastida) v procesu RNA editace. Jedná se o typ posttranskripční modifikace, při které dochází k úpravě mRNA poté, co byla nasyntetizována podle DNA templátu a vzniká tedy RNA o jiné sekvenci, než kóduje genom daného organismu. V případě kinetoplastid se často jedná o pan-editaci, dochází ke značné změně 9 z 18 typů mitochondriálních mRNA u Trypanosoma brucei, v kontrastu s jinými typy RNA editace, které vytváří pouze relativně malé změny v upravované RNA.

## Mechanismus
K editaci RNA podle gRNA dochází v kinetoplastech, které obsahují dvě sady genetické informace: maxikroužky kódující mitochondriální DNA a minikroužky kódující gRNA sloužící k úpravě mRNA kódované maxikroužky. V typickém případě je v kinetoplastu 20–50 maxikroužků (o velikosti 20–39 tisíc bází) a 5000–10 000 minikroužků (o velikosti 0,8–2,5 tisíce bází).
Editace pomocí gRNA začíná sekvenčně specifickým párováním mezi mRNA a gRNA v oblastech, které jsou vzájemně komplementární. Následně dochází k vložení nebo deleci uracilových zbytků podle vzoru gRNA.
Příklad průběhu editace:
```
mRNA 5' AAAGAAAAGGCUUUAACUUCAGGUUGU 3'
```

3' konec mRNA je použit jako kotva pro gRNA, které se váže pomocí přesného párování bází. 5' konec mRNA přesně neodpovídá gRNA a v rozdílných místech je rozštěpen pomocí endonukleáz:
```
gRNA 3' AAUAAUAAAUUUUUAAAUAUAAUAGAAAAUUGAAGUUCAGUA 5'
mRNA 5'   A  A   AGAAA   A G  G C UUUAACUUCAGGUUGU 3'
```

mRNA je následně opravena doplněním uracilových zbytků
```
gRNA 3' AAUAAUAAAUUUUUAAAUAUAAUAGAAAAUUGAAGUUCAGUA 5'
mRNA 5' UUAUUAUUUAGAAAUUUAUGUUGUCUUUUAACUUCAGGUUGU 3'
```